# صخر تحولي متحفظ (جيولوجيا)

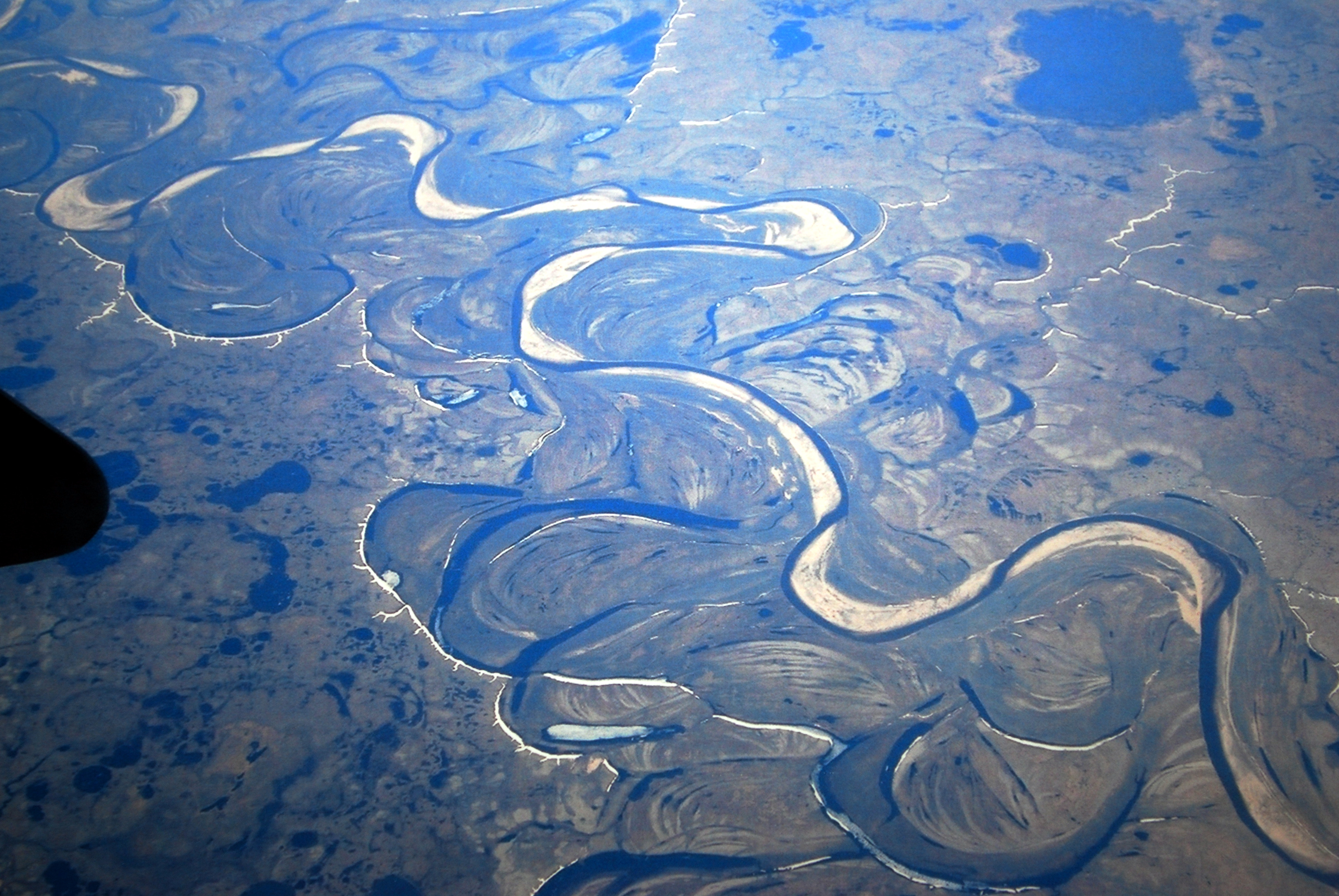

في الجيولوجيا، الصخر التحولي المتحفظ (palimpsest) هي تضاريس جغرافية تكونت من تشكيلات متراكبة تجمعت في أوقات مختلفة. وقد بدأ علماء الجليد في استخدام الصخر التحولي المتحفظ لوصف مؤشرات التدفق الجليدي المتعاكسة، والتي تتكون غالبًا من مؤشرات أصغر (مثلاً، حزوز) مطبوعة على تضاريس أكبر (مثلاً، تضاريس المرتطم والسفوح المحجوبة، والكثبان الجليدية، وغيرها).